# G-Unit
La G-Unit (Gangsta Unit o Guerilla Unit) è stato un gruppo rap statunitense con base a New York. Formato inizialmente da 50 Cent, Lloyd Banks e Tony Yayo, successivamente si aggiunsero anche Young Buck, The Game, Olivia e Kidd Kidd. 
La G-Unit Records ebbe inoltre sotto contratto nuovi artisti come Spider Loc, grandi veterani del genere, come i Mobb Deep, e rapper provenienti da scene rap del sud come Lil Scrappy. Dopo vari abbandoni, il gruppo si sciolse definitivamente nel 2018.

## Storia

### Gli inizi
I fondatori del gruppo, 50 Cent, Lloyd Banks e Tony Yayo sono cresciuti nella stessa zona, hanno cantato e venduto droghe insieme.. Quando 50 Cent firmò per una casa discografica, Lloyd Banks e Tony Yayo lavorarono duro per diventare famosi come artisti. 50 Cent venne in seguito rilasciato dalla casa discografica dopo aver ricevuto nove colpi di arma da fuoco di fronte alla casa della nonna (raccontata anche nella canzone "Many Men"). Ritenevano che fosse troppo rischioso tenersi 50 Cent.

### L'ascesa
Dopo la sparatoria, 50 Cent firmò per la Interscope Records. Dato il successo del suo album, Get Rich or Die Tryin', gli venne conferita la sua casa discografica. Questa fu la nascita della G-Unit Records.

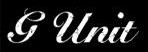
Il logo della G-Unit

Il gruppo continuò a lavorar duro in vari remix, cosa che gli fece attirare molta attenzione nell'industria del rap. Le più conosciute di queste furono 50 Cent Is the Future, God's Plan, No Mercy, No Fear e Automatic Gunfire. La G-Unit iniziò inoltre una serie di remix con il loro DJ, DJ Whoo Kid. Dopo arrivarono anche Dr.Dre, Busta Rhymes ed Eminem.
Prima che il gruppo abbia avuto la possibilità di registrare il suo album di debutto, Tony Yayo venne arrestato per possesso di armi. Durante l'assenza di Tony Yayo, al gruppo si unì il rapper Young Buck. Continuarono così la loro attività, lavorando in molti remix. In particolare, la loro versione di "P.I.M.P." ebbe un ottimo successo.

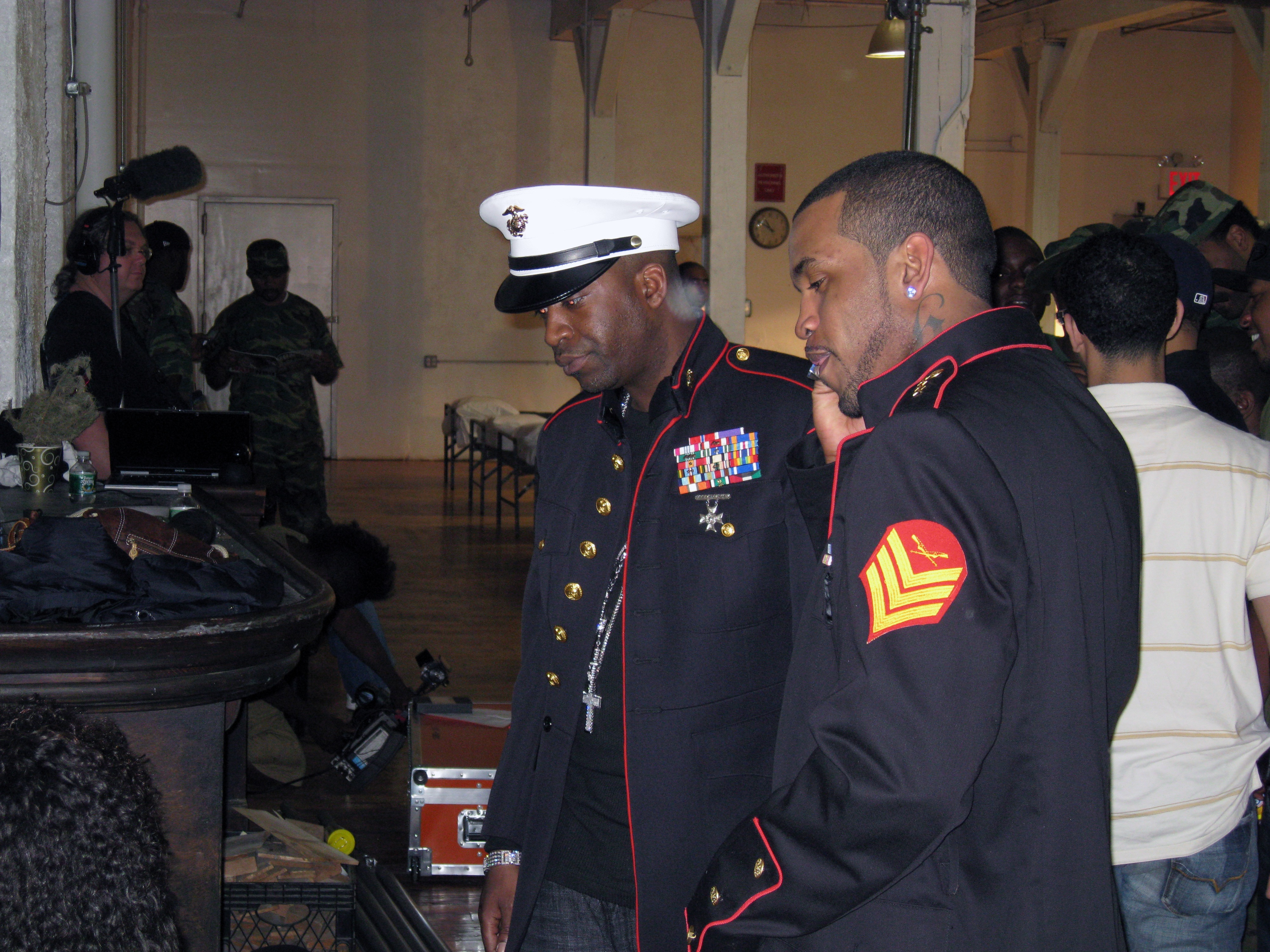
Yayo e Banks durante le riprese di "Rider Pt 2".

Hanno inciso un album nel 2003, Beg for Mercy, che ha registrato un notevole successo con oltre 6.000.000 di copie vendute nel mondo, soprattutto grazie alla presenza di 50 Cent, che a quel tempo era già un cantante affermato.
L'album ha portato alla rivalsa anche gli altri componenti della G-Unit, che prima di tutto sono amici di lunga data, come per esempio 50 Cent e Lloyd Banks che si conoscono fin da bambini. Per questo negli album solisti di ognuno ci sono molte collaborazioni con gli altri membri della G-Unit, in modo particolare con 50 Cent.
I componenti della crew hanno avuto vari problemi con la giustizia, soprattutto per possesso di droga e per il coinvolgimento in varie risse.
Gli ultimi nuovi acquisti della G-Unit sono stati Young Hot Rod, che insieme alla grandissima Mary J. Blige aveva appena prodotto il singolo "Be Easy", e il rapper Ma$e. 
Nei primi mesi del 2008, Young Buck ha lasciato la G-Unit, a causa dell'incompatibilità con gli altri membri del gruppo. Pare che il suo allontanamento sia stato causato anche dal suo riavvicinamento ad un ex membro della G-Unit (The Game) e al rapper Jadakiss.
Nello stesso anno, la G-Unit ha inciso un nuovo album, T.O.S: Terminate on Sight, ma molto prima, nel 2007, si chiamava Shoot 2 Kill, che però si è rilevato un mezzo flop.

### Altre attività
I membri della G-Unit hanno fondato anche una casa d'abbigliamento, la G-Unit Clothing Company, che sta avendo un discreto successo, anche perché è un sottomarchio della ben più famosa Ecko Unlimited, casa di abbigliamento ben affermata (ormai al livello della Karl Kani) nella produzione di abbigliamento specifico nell'ambiente Rap.
50 Cent ha inoltre creato la G-Unit Records, un'etichetta musicale affiliata alla Shady Records/Aftermath di Dr. Dre ed Eminem, e che ha già prodotto molti dischi tra cui The Massacre, 
Get Rich or Die Tryin' (di 50 Cent) , Beg for Mercy e T.O.S: Terminate on Sight (della G-Unit), soprattutto quelli degli stessi componenti della crew.

## Discografia

### Album in studio
- 2003 - Beg for Mercy
- 2008 - T.O.S: Terminate on Sight
- 2015 - The Beast is G-Unit

### G-Unit Serie
- 2002 - 50 Cent Is The Future
- 2002 - No Mercy, No Fear
- 2002 - God's Plan
- 2003 - G-Unit: Automatic Gunfire
- 2003 - Bulletproof: G-Unit Part 5: Hosted By Dave Chappelle

### G-Unit Radio Mixtapes
- 2003 - Smokin' Day 2 (G-Unit Radio Part 1)
- 2003 - International Ballers (G-Unit Radio Part 2)
- 2003 - Takin' It to the Streets (G-Unit Radio Part 3)
- 2003 - No Peace Talks! (G-Unit Radio Part 4)
- 2004 - All Eyez On Us (G-Unit Radio Part 5)
- 2004 - Motion Picture Shit (G-Unit Radio Part 6)
- 2004 - King Of New York (G-Unit Radio Part 7)
- 2004 - The Fifth Element (G-Unit Radio Part 8)
- 2005 - G-Unit City (G-Unit Radio Part 9)
- 2005 - 2050 Before The Massacre (G-Unit Radio Part 10)
- 2005 - Bulletproof Radio (G-Unit Radio Part 11)
- 2005 - So Seductive (G-Unit Radio Part 12)
- 2005 - The Return of the Ghetto Millionaire (G-Unit Radio Part 13)
- 2005 - Back To Business (G-Unit Radio Part 14)
- 2005 - Are You a Windows Shopper (G-Unit Radio Part 15)
- 2006 - 10 Years Of Hate (G-Unit Radio Part 16)
- 2006 - Best in The Business (G-Unit Radio Part 17)
- 2006 - Rags 2 Riches (G-Unit Radio Part 18)
- 2006 - Rep Yo Click (G-Unit Radio Part 19)
- 2006 - Best In The Business 2 (G-Unit Radio Part 20)
- 2006 - Hate It Or Love It (G-Unit Radio Part 21)
- 2006 - Hip Hop Is Dead – Verse 2 (G-Unit Radio Part 22)
- 2007 - Finally Off Papers (G-Unit Radio Part 23)
- 2007 - Clean Up Man (G-Unit Radio Part 24)
- 2007 - Sabrina's Baby Boy (G-Unit Radio Part 25)

### G-Unit Radio West Mixtapes
- 2006 - L.A. American Wasteland (G-Unit Radio West Volume 1)

### Singoli
- 2003 - Stunt 101"
- 2003 - Poppin' Them Thangs
- 2003 - My Buddy
- 2004 - Wanna Get to Know You (con Joe)
- 2004 - Smile (Lloyd Banks solo)
- 2008 - I Like the Way She Do It
- 2008 - Rider Pt. 2
- 2008 - Close to Me

### Videoclip
- 2003 - Poppin' Them Thangs
- 2003 - Stunt 101
- 2003 - My Buddy
- 2004 - Smile
- 2008 - I Like the Way She Do It
- 2008 - Rider pt. 2